# Querfurt
Querfurt là một thị xã ở huyện Saale ở phía nam Saxony-Anhalt, Đức, trong vùng đất màu mỡ bên sông Querne, cự ly 18 km về phía tây Merseburg. Dân số cuối năm 2006 là 12.659 người.
Querfurt là nơi sinh của Saint Bruno of Querfurt

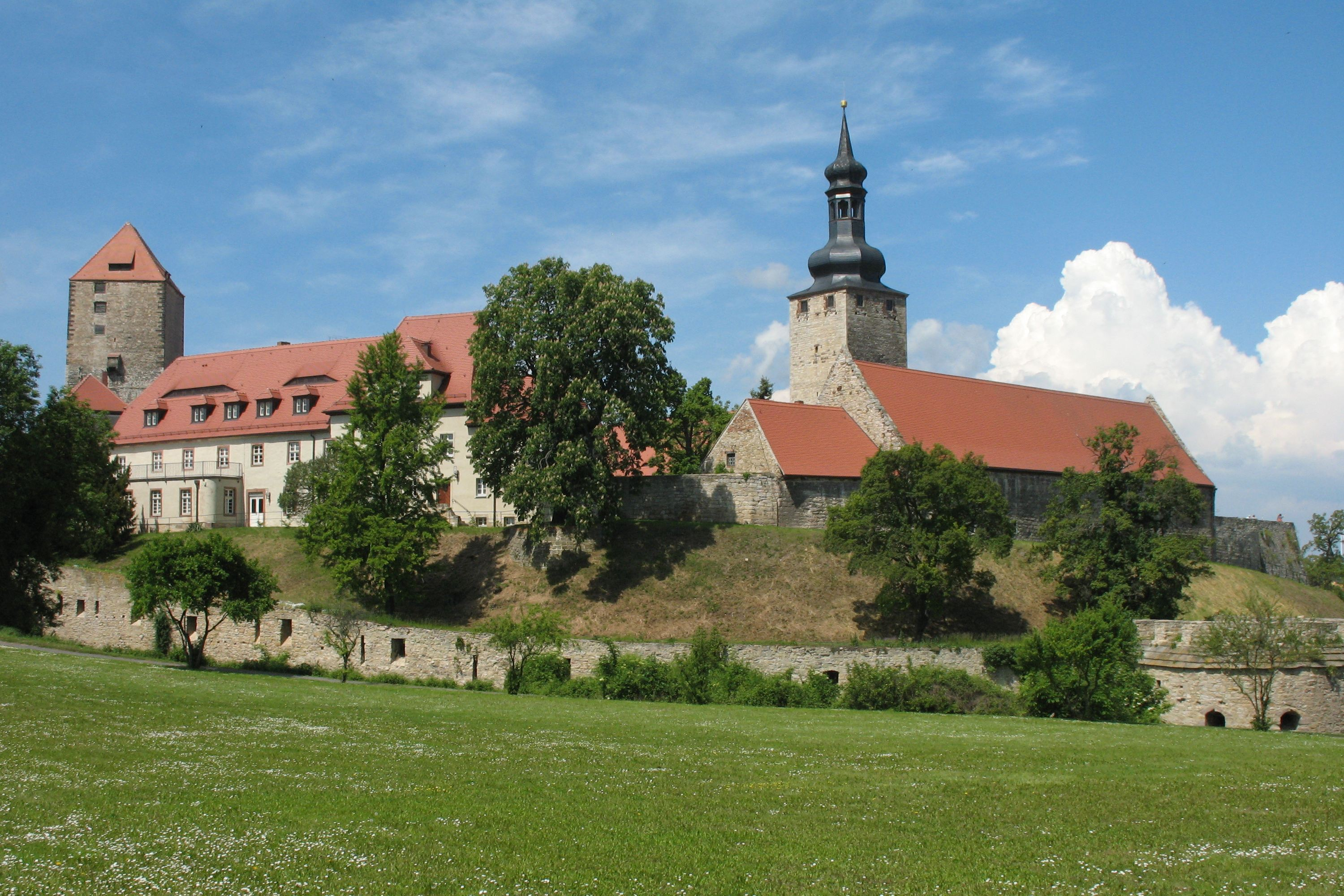
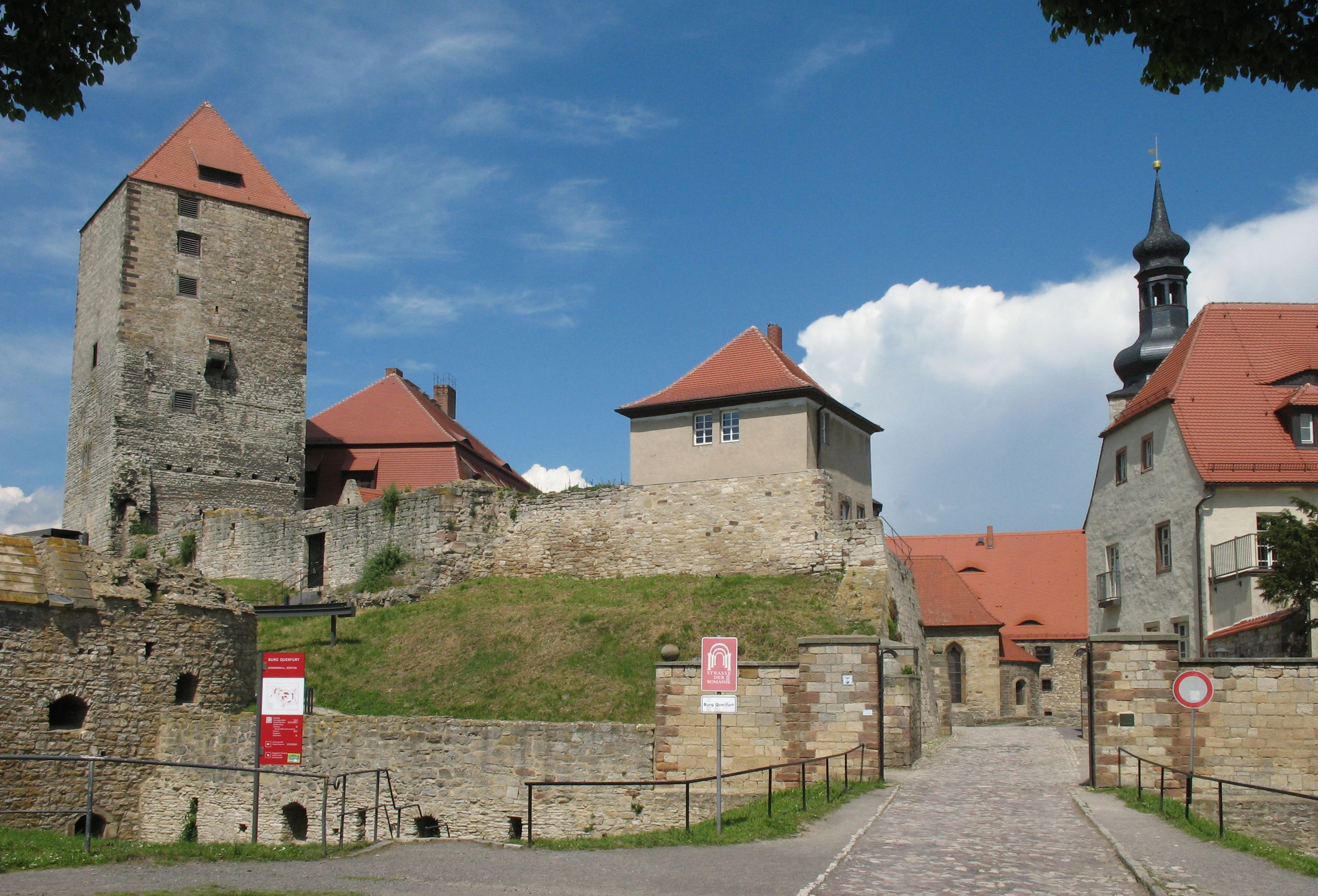
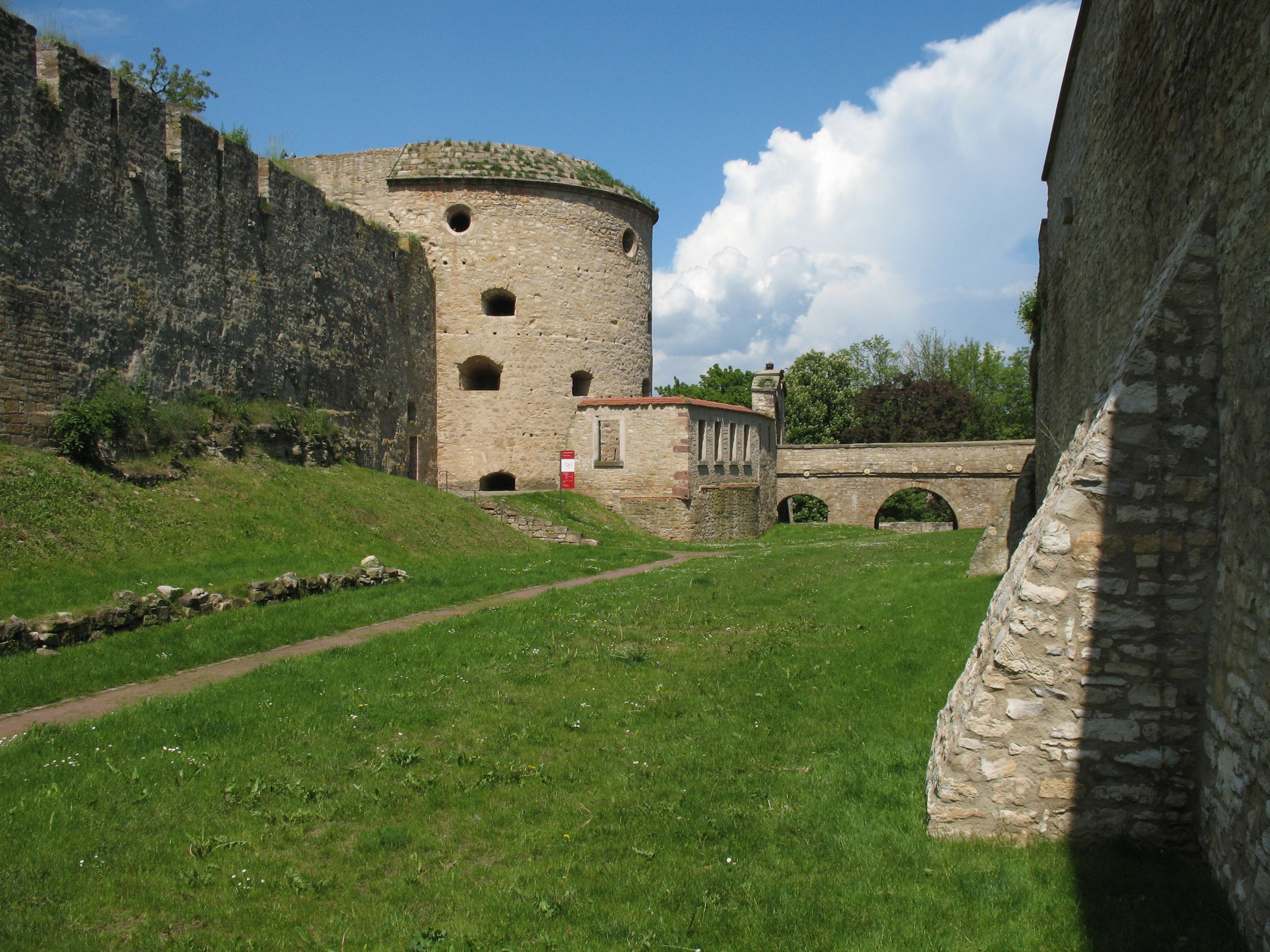
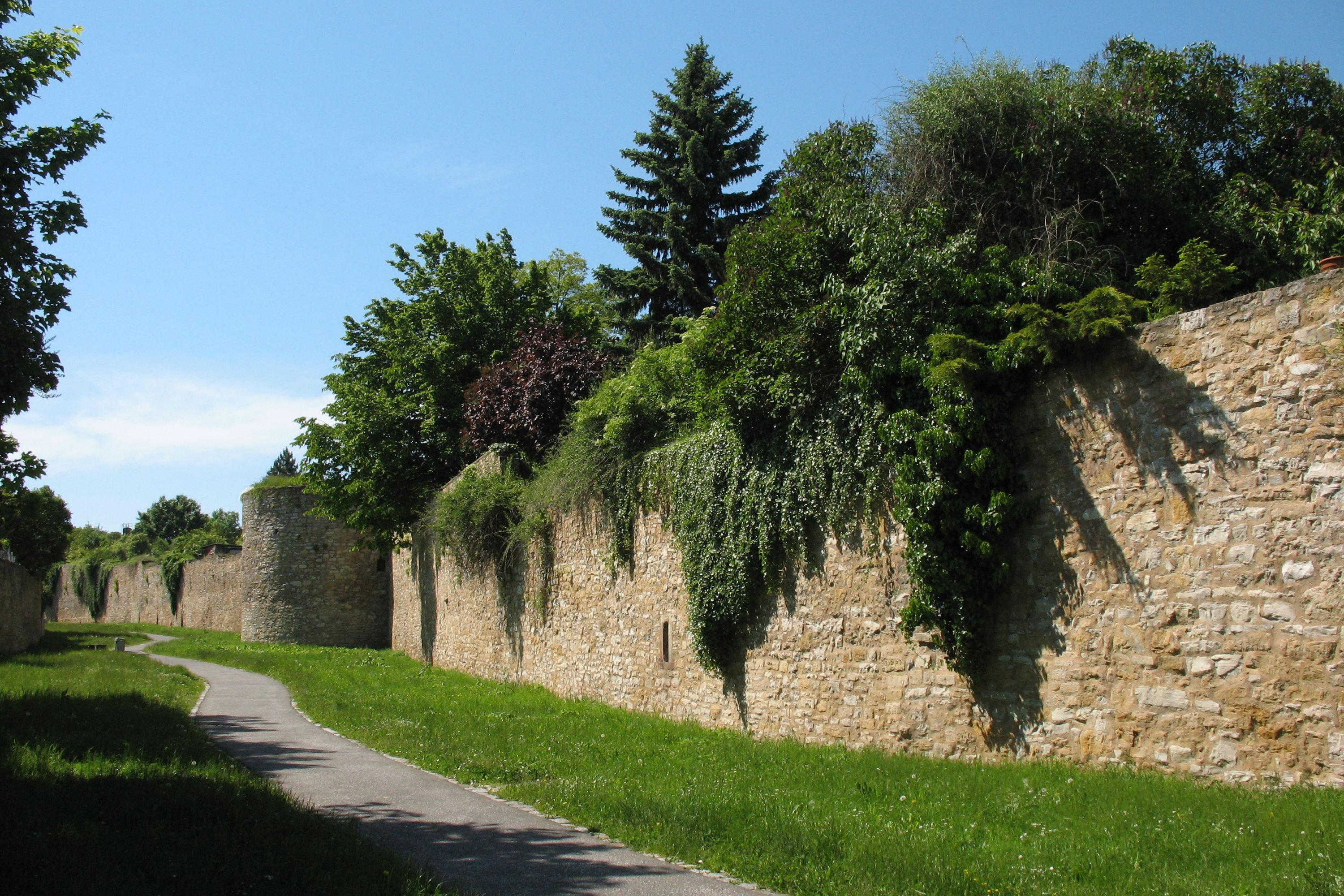
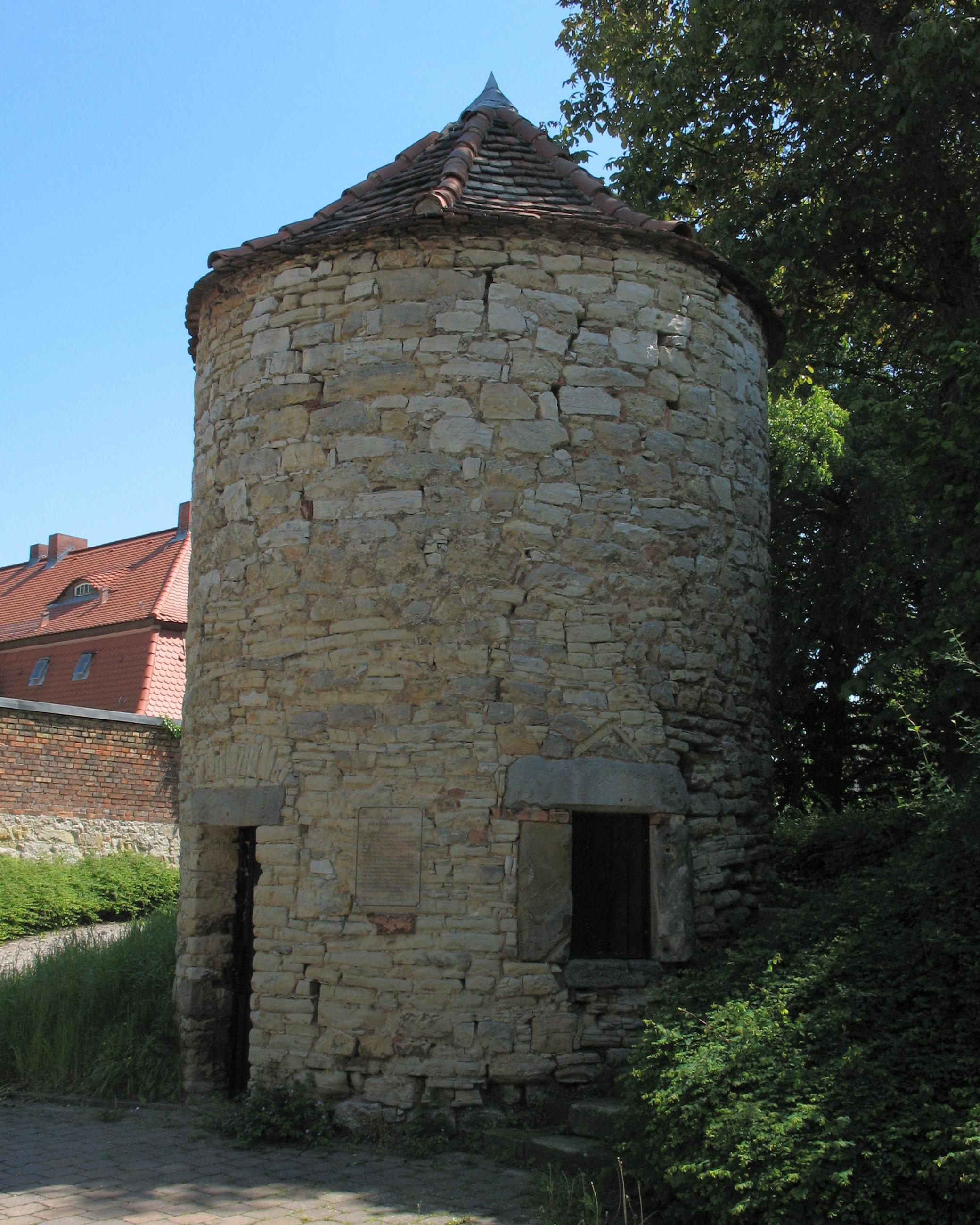
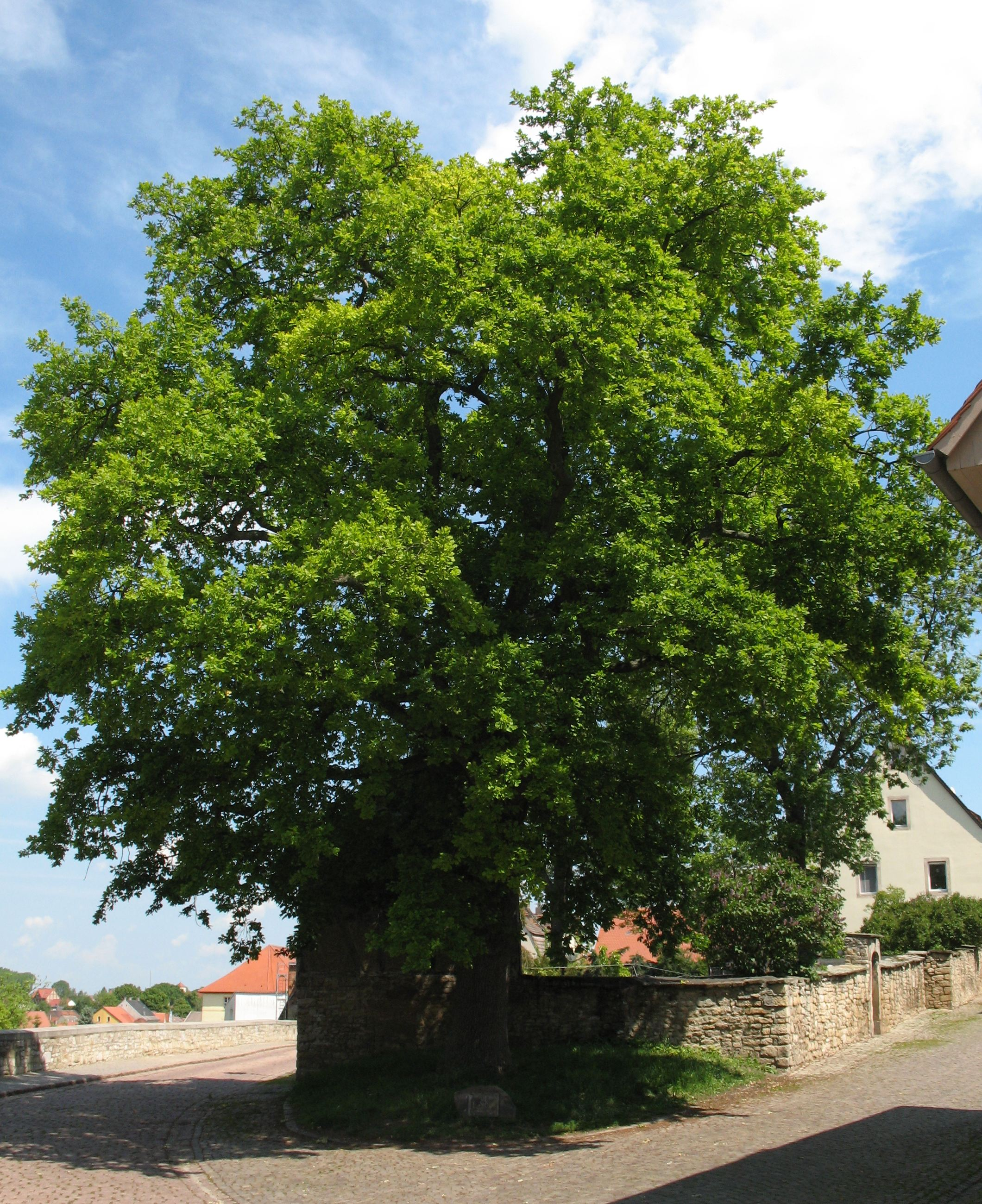
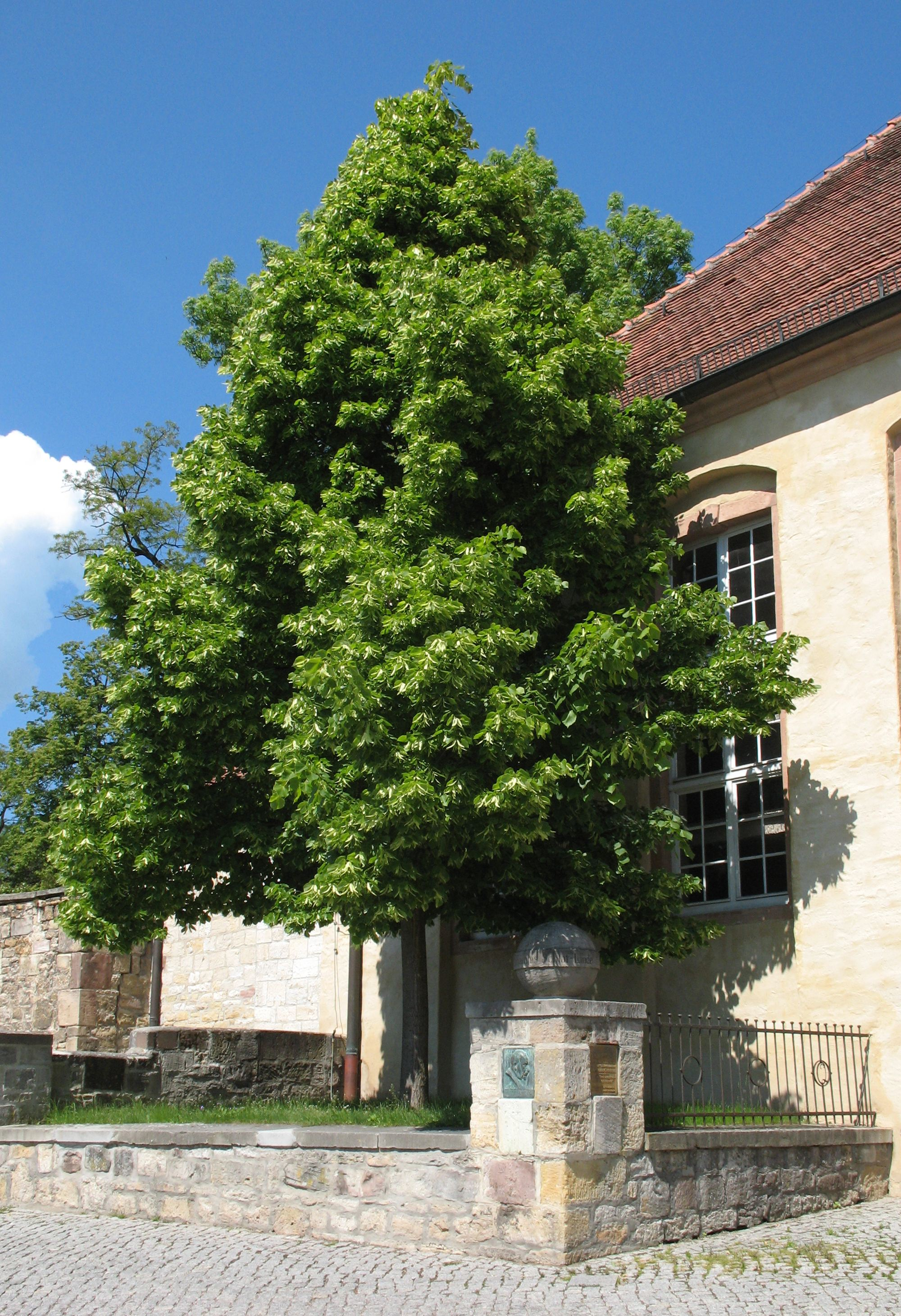
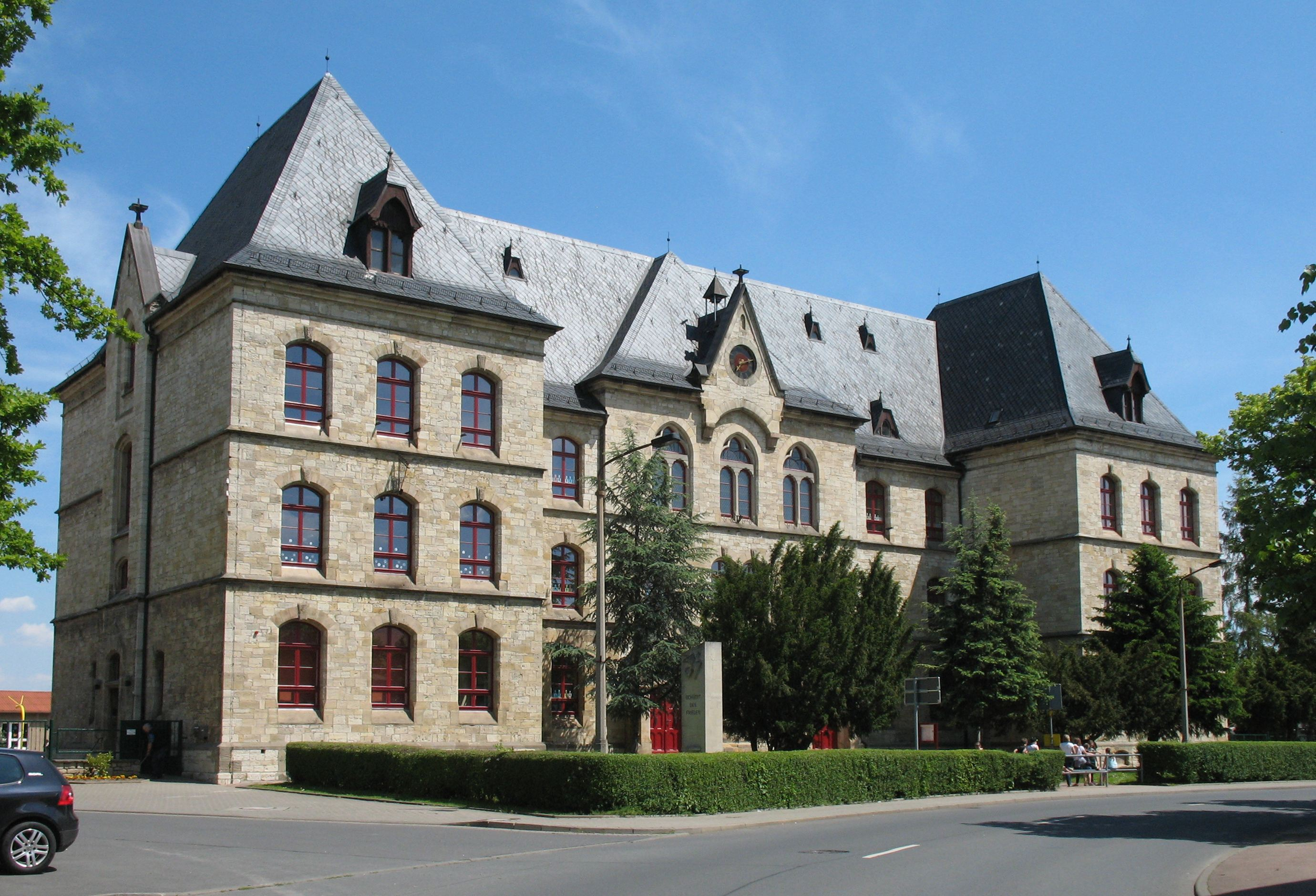